# I Met You When I Was 18 (The Playlist)
I Met You When I Was 18 (The Playlist) è un album compilation del cantautore americano Lauv. Il cantante descrive l'album come una "playlist". L'elenco delle tracce è stato gradualmente aggiornato, a partire dal 20 ottobre 2017. È stato finalizzato il 31 maggio 2018. Il 20 ottobre 2017, Lauv ha annunciato l'uscita iniziale di "I Met You When I 18" su Twitter con il titolo del progetto e uno screenshot di una dichiarazione.
"Questo ha fatto parte della stessa storia. Un capitolo della mia vita. Trasferirsi a New York quando avevo 18 anni per scuola e non sapere chi fossi o chi volevo essere. Innamorarsi per la prima volta ed essere in un rapporto di 4 anni che mi ha insegnato tutto su me stesso, il mondo e come amare. Scoprendo e definendo chi ero veramente e lottando per avere la sicurezza di essere veramente quella persona. Imparare a fidarsi di me stesso, anche quando era la cosa più spaventosa del mondo. Ho fatto l'unica cosa che sapevo fare e trasformare i miei sentimenti in canzoni e condividerle. Ma le canzoni sono state fuori uso. Non me ne sono reso conto allora, e la verità è che sto ancora cercando di capire, ma c'è una discussione e tutto quello che so è che voglio condividerlo con voi ragazzi allo stesso modo in cui ho messo insieme tutto me stesso. Quindi a partire da oggi, Ho messo tutte queste canzoni in ordine come playlist. Si chiama "I Met You When I Was 18." Il puzzle è incompleto e rilascerò molta nuova musica che colma le lacune fino a quando questo capitolo della mia vita non sarà completamente raccontato. "
- Lauv nella sua dichiarazione che annuncia il progetto.

## Tracce
1. I Like Me Better
2. Paris In The Rain
3. Comfortable
4. Paranoid
5. The Other
6. Reforget
7. The Story Never Ends
8. Enemies
9. Come Back Home
10. Question (ft. Travis Mills)
11. Easy love
12. Adrenaline
13. Chasing Fire
14. Breathe
15. Bracelet
16. Getting Over You
17. Never Not